# Musa Toure
Musa Toure est un footballeur australien né le 12 novembre 2005 à Darwin. Il joue au poste d'attaquant à Randers FC.

## Biographie

### En club
Il fait ses débuts professionnels avec Adélaïde United le 9 octobre 2022 lors d'un match nul 1-1 contre Wellington Phoenix. Il signe son premier contrat professionnel le 1 mars 2023. Il marque son premier but le 29 octobre 2023 lors d'une large victoire 6-0 contre Melbourne City.
Le 25 juin 2024, il signe en faveur du Clermont Foot. Il ne dispute que deux matchs en Ligue 2 avec l'équipe première. Le premier le 16 août contre Pau où il entre à la 86e à la place de Mons Bassouamina et le deuxième le 22 novembre contre Metz où il entre à la 79e à la place de Mehdi Baaloudj. 
Le 3 février 2025, il signe un contrat de trois ans avec le Randers FC et rejoint donc son frère aîné Mohamed Touré qui évolue également dans le même club.

### En sélection
Avec les moins de 20 ans, il participe à la coupe d'Asie en 2025 qui s'est jouée en Chine. Il joue cinq matchs et marque trois buts durant le tournoi et l'Australie remporte le titre. 

## Palmarès
Vainqueur de la coupe d'Asie des moins de 20 ans en 2025.